# Odonteus armiger
Odonteus armiger là một loài bọ cánh cứng trong họ Geotrupidae. Loài này được Scopoli miêu tả khoa học năm 1772.

## Hình ảnh

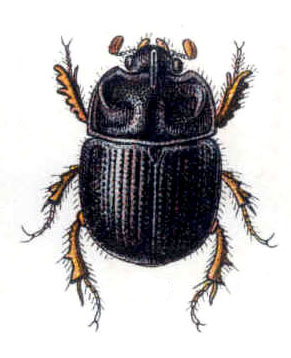